# 汪永泰
汪永泰（1918年9月—2014年3月15日），四川巴中人，中华人民共和国政治人物。
早年参见红四方面军三十一军九十一师三七六团，后担任延安军委机要科通讯员。1945年9月，任东北总部机要处译电组长。1955年2月至1957年8月，任西南地质局机械处副处长，之后担任四川省地质局处长干部学校副校长。2014年3月15日去世。